# Барре (Вермонт)
Ба́рре (англ. Barre [ˈbæri]) — город в округе Вашингтон, штат Вермонт, США. Вокруг Барре расположен Барре-таун, являющийся отдельным административным субъектом.
В прессе Барре часто называют побратимом города Монтпилиер, являющегося столицей штата. В действительности Барре крупнейший город в округе.
Премьерный показ фильма Хичкока «Неприятности с Гарри» прошёл в Барре в кинотеатре Paramount Theater 27 сентября 1955 года.

## История
6 ноября 1780 года земли в районе будущего города были предоставлены группе из 65 землевладельцев, одним из которых был William Williams. Но первые поселенцы здесь появились в 1788 году, это были две семьи. Первоначально поселение было названо Wildersburgh, тогда оно включало в себя и сити и таун. Недовольные именем города жители переименовали его в честь Исаака Барре (англ. Isaac Barré). В 1895 году площадь в 4 мили была выделена и был образован Барре.

## Промышленность
Барре является самопровозглашённым центром гранита (англ. Granite Center of the World), здесь в окрестностях добывают знаменитый гранит «серый барре» (англ. Barre Grey) (см. гранит Барре).

## Демография
По данным переписи населения США на 2000 год численность населения составляла 9291 человек, насчитывалось 4220 домашних хозяйства и 2253 живущих в городе семей. Плотность населения 892,4 человек на км², плотность размещения домов — 430 на км². Расовый состав: 97,4 % белые, 0,52 % азиаты, 0,48 % чернокожие, 0,38 % коренных американцев, 0,32 % другие расы, 0,89 % потомки двух и более рас.
По состоянию на 2000 год медианный доход на одно домашнее хозяйство в городе составлял $30393, доход на семью $42660. У мужчин средний доход $33175, а у женщин $20319. Средний доход на душу населения $18724. 9,9 % семей или 13 % населения находились ниже порога бедности, в том числе 16,2 % молодёжи младше 18 лет и 12,6 % взрослых в возрасте старше 65 лет.